# Chrystus nad Morzem Galilejskim
Chrystus nad Morzem Galilejskim (wł. Cristo placa la tempesta sul lago di Tiberiade) – obraz włoskiego malarza Jacopa Tintoretta.

Według tradycji Chrystus po wydarzeniach wielkanocnych ukazał się swoim uczniom kilka razy. Według Ewangelii Jana uczynił to trzy razy. Jedno z takich zdarzeń miało miejsce nad Morzem Galilejskim. Legenda opowiada, jak to kilku byłych uczniów prowadziło bezskutecznie nocny połów: 

A gdy ranek zaświtał, Jezus stanął na brzegu. Jednakże uczniowie nie wiedzieli że to był Jezus. A Jezus rzekł do nich: „dzieci czy macie co na posiłek?” Odpowiedzieli Mu: „Nie”. On rzekł do nich: „Zarzućcie sieć po prawej stronie łodzi, a znajdziecie”. Zarzucili więc i z powodu mnóstwa ryb nie mogli jej wyciągnąć. Powiedział więc do Piotra ów uczeń, którego Jezus umiłował: „To jest Pan!” Szymon Piotr usłyszawszy, że to jest Pan, przywdział na siebie wierzchnią szatę – był bowiem prawie nagi – i rzucił się w morze. (J 21: 4-7)

Tintoretto wybrał moment gdy św. Piotr opuszcza łódź i wchodzi do wody. Kompozycja przepełniona jest ekspresją. Fale jeziora są wzburzone, na niebie kłębią się chmury. Łódka kołysze się na nich, a w żagle dmie wiatr. Na pierwszym planie, po lewej stronie widoczna jest ogromna postać Chrystusa wyciągająca rękę ku uczniom. Jego rozmiar kontrastuje z maleńkimi postaciami apostołów. Tak przedstawiona scena jest własną interpretacją malarza.